# Estenosis mitral
La estenosis mitral o estenosis de la válvula mitral es una valvulopatía (cardiopatía valvular) caracterizada por el estrechamiento anormal del orificio de la válvula mitral del corazón. Esta reducción del orificio valvular es causada por un proceso inflamatorio que puede también afectar al aparato sostenedor de la válvula. En algunos casos es de origen congénito.

## Epidemiología
La causa más común es la fiebre reumática. Tras el episodio de fiebre reumática tiene lugar una fase latente asintomática que dura un promedio de 16.3 ± 5.2 años. Una vez que comienzan los síntomas de la estenosis de la válvula mitral, la progresión hacia una afectación severa dura 9.2 ± 4.3 años.

## Etiología
En la fisiología cardíaca normal, la válvula mitral se abre durante la diástole ventricular izquierda, para permitir que la sangre fluya desde la aurícula izquierda hacia el ventrículo izquierdo. La razón por la que la sangre fluye en la dirección apropiada, es que durante esta fase del ciclo cardíaco, la presión en el ventrículo izquierdo es menor que la presión en la aurícula izquierda, obligando a la sangre a desplazarse bajo un gradiente de presión. 
Cuando existe estenosis mitral, la válvula no se abre completamente, haciendo que la aurícula izquierda tenga que ejercer una presión mayor de la normal para vencer la resistencia de una apertura más estrecha.
Las causas principales de estenosis mitral son enfermedades del corazón secundarias a fiebre reumática y la consecuente cardiopatía reumática. Otras causas menos comunes son la calcificación de las valvas, ciertas formas de enfermedad congénita del corazón y endocarditis bacteriana.

## Patogenia

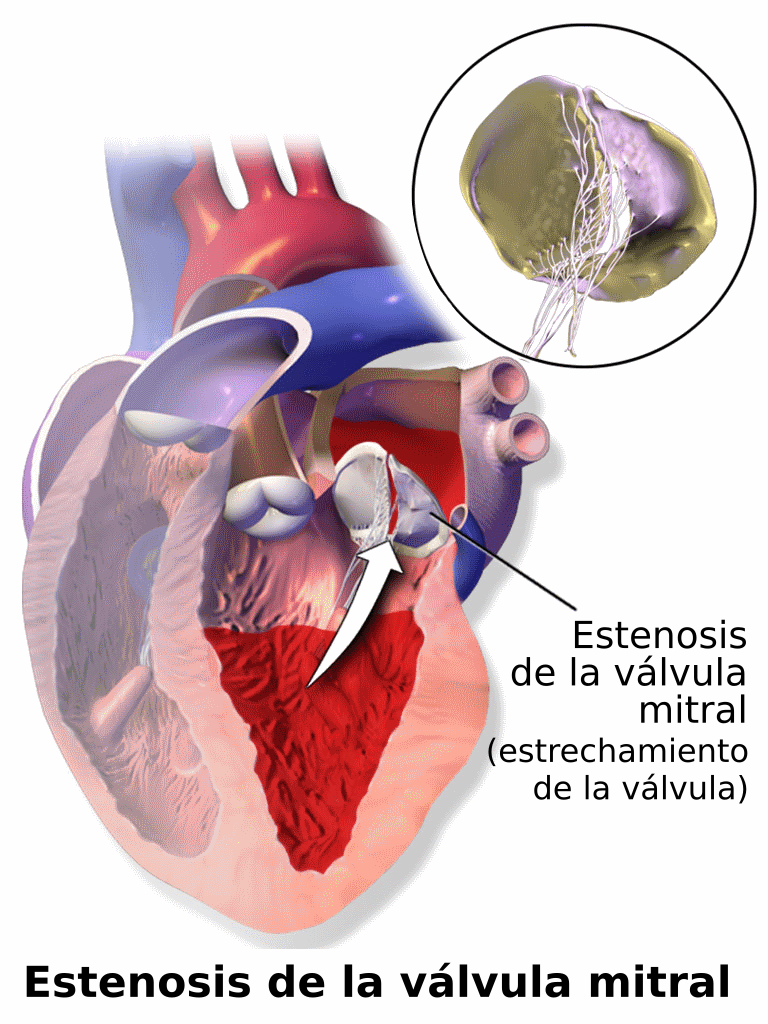

El área normal del orificio de la válvula mitral es entre 4 a 6 cm². En condiciones normales, la válvula mitral no limita el flujo de sangre de la aurícula izquierda al ventrículo izquierdo durante la fase de relajación ventricular, y las presiones en la aurícula izquierda, durante la diástole ventricular, son mayores que en el ventrículo izquierdo.
Cuando el área de la válvula mitral desciende de los 2 cm², se produce un impedimento del flujo sanguíneo hacia el ventrículo izquierdo, creando un gradiente de presión a través de la válvula mitral. Este gradiente puede incrementar al aumentar la frecuencia cardíaca o el gasto cardíaco. A medida que aumenta el gradiente a través de la válvula mitral, aumenta la cantidad de tiempo que se tarda para llenar con sangre al ventrículo izquierdo. Eventualmente, el ventrículo izquierdo requerirá de la contracción auricular para su llenado. Pero, al aumentar la frecuencia cardíaca, el tiempo de llenado del ventrículo izquierdo en realidad disminuye durante la diástole ventricular. Ello reduce la cantidad de sangre que fluye para llenar el ventrículo izquierdo. La frecuencia cardíaca puede aumentar a tal punto que el período de llenado diastólico no es suficiente para llenar el ventrículo izquierdo con sangre. En ese punto, la presión dentro de la aurícula izquierda aumenta lo suficiente como para causar congestión pulmonar.
Cuando el área de la válvula mitral llega a menos de 1 cm², habrá un incremento de la presión en la aurícula izquierda con el fin de forzar la sangre por la válvula estenósica. La presión normal en la diástole ventricular es de 5 mmHg, un gradiente de presión a través de la válvula mitral de 20 mmHg debido a una estenosis mitral severa, causará que la presión en la aurícula izquierda suba hasta 25 mmHg. Esta presión en la aurícula izquierda es transmitida a la vasculatura pulmonar causando hipertensión pulmonar. La presión en los capilares del pulmón a este nivel anormal, causa un desequilibrio entre la presión hidrostática y la presión oncótica, llevando a una salida de fluido desde el árbol vascular al parénquima pulmonar. Esto causa edema pulmonar e insuficiencia cardíaca congestiva.
El continuo aumento de la presión por la sobrecarga en la aurícula izquierda causa hipertrofia de la aurícula. A medida que la aurícula izquierda aumenta de tamaño, aumenta el riesgo de llegar a una fibrilación auricular, una forma de arritmia. En ese punto se pierde la contracción normal de la aurícula izquierda. Esto precipita una disminución del gasto cardíaco y una insuficiencia cardíaca congestiva repentina.

## Cuadro clínico
La insuficiencia cardíaca izquierda produce dificultad respiratoria con el ejercicio físico, así como al momento de acostarse o súbitamente durante el sueño, todo ello como consecuencia de una reducción del gasto del ventrículo izquierdo. Si ocurre una hipertensión pulmonar, el paciente presentará edema, ascitis, anorexia y fatiga. La ruptura de capilares pulmonares o bronquiales puede causar sangrado al toser. En algunos casos, la válvula estenótica puede producir trombos que se esparcen en el sistema sanguíneo. Excepcionalmente, la hipertrofia del ventrículo izquierdo comprime el nervio laríngeo recurrente causando ronquera.[cita requerida]
Al examen físico se puede encontrar un ritmo cardíaco irregular por fibrilación auricular. A la auscultación se puede escuchar estertores pulmonares, signo de una elevada presión venosa pulmonar consecuencia de una presión aumentada en la aurícula derecha.[cita requerida]

## Diagnóstico
En la mayoría de los casos, el diagnóstico de la estenosis mitral se hace con mayor facilidad por una ecocardiografía, el cual mostrará una disminución de la apertura de las valvas mitrales y una mayor velocidad de flujo sanguíneo durante la sístole. El gradiente transmitral medido por una ecocardiografía doppler es la principal metodología para evaluar la gravedad de la estenosis mitral.[cita requerida]
Otro método para medir la gravedad de la estenosis mitral es el cateterismo cardíaco simultáneo del corazón izquierdo y el derecho. El cateterismo del corazón derecho, comúnmente llamado cateterización de Swan-Ganz, da un promedio de la presión en los capilares pulmonares, lo cual es un reflejo de la presión de la aurícula izquierda. Por otra parte, la cateterización del corazón izquierdo revela la presión del ventrículo izquierdo. Al tomar ambas presiones simultáneamente, permite determinar el gradiente entre la aurícula izquierda y derecha durante la diástole ventricular, lo cual es un marcador de la gravedad de la estenosis mitral. Este método de evaluar la estenosis mitral tiende a sobreestimar el grado de estenosis.
Adicionalmente, es posible realizar una radiografía de tórax para determinar el estado de los pulmones y reconocer un tamaño anormal en alguna cavidad del corazón.

## Tratamiento
Las opciones de tratamiento de la estenosis mitral incluyen el manejo médico, el reemplazo quirúrgico de la válvula y la valvuloplastia percutánea con balón.
La estenosis mitral generalmente avanza con lentitud durante décadas, desde los signos iniciales hasta que aparecen los síntomas de fibrilación auricular (clase II) y luego hasta las más graves (clases III y IV). Una vez aparecen síntomas por afectación severa, la progresión de la enfermedad se torna acelerada y la condición del paciente se deteriora. La indicación de un tratamiento invasivo, bien sea de reemplazo o valvuloplastia, se justifica si hay síntomas de clase III o IV.
Para determinar qué pacientes se beneficiarían de una valvuloplastia percutánea con balón, se ha desarrollado un sistema de puntuación, basado en cuatro criterios ecocardiográficos: movilidad de las valvas, grosor de las valvas, inflamación subvalvar y calcificación. Quienes bpresentan una puntuación mayor de 8 suelen tener resultados subóptimos. Se han apreciado buenos resultados con la valvuloplastia en individuos con puntuaciones menores de 8 y sin calcio en las comisuras.